# Malipo speciosa
Malipo speciosa är en insektsart som beskrevs av Evans 1941. Malipo speciosa ingår i släktet Malipo och familjen dvärgstritar. Inga underarter finns listade i Catalogue of Life.